# غابرييل أتشيلير
غابرييل أتشيلير (Gabriel Achilier) (و. 24 مارس 1985)، هو لاعب كرة قدم إكوادوري في مركز مدافع.

## روابط خارجية
- غابرييل أتشيلير على موقع الاتحاد الدولي (مؤرشف)  (الإنجليزية)
- غابرييل أتشيلير على موقع الاتحاد الأوربي (الإنجليزية)
- غابرييل أتشيلير على موقع قاعدة بيانات كرة القدم.إي يو (الإنجليزية)
- غابرييل أتشيلير على موقع ناشيونال فوتبول تيمز (الإنجليزية)
- غابرييل أتشيلير على موقع Soccerbase.com (لاعب) (الإنجليزية)
- غابرييل أتشيلير على موقع Soccerway.com (الإنجليزية)
- غابرييل أتشيلير على موقع عالم كرة القدم.نت (الإنجليزية)
- غابرييل أتشيلير على موقع AS.com (الإسبانية)

غابرييل أتشيلير على فرق كرة القدم الوطنية.كوم